# Falcarinol
Le falcarinol (ou carotatoxine) est un alcool gras que l'on trouve chez les carottes (Daucus carota), le ginseng (Panax ginseng), le panais et le lierre. Chez la carotte, la teneur est d'environ 2 mg/kg. Le falcarinol est utilisé comme pesticide naturel,.
Cette toxine a pour fonction de protéger les racines de carottes contre les maladies fongiques, comme le pourridié noir (dû à Mycocentrospora acerina) qui provoque des taches noires sur les racines pendant le stockage.

## Chimie
Le falcarinol est un polyyne possédant deux liaisons carbone-carbone triples et deux liaisons doubles. 
Le falcarinol peut provoquer des dermites de contact irritantes et allergisantes.
Il est structurellement apparenté à l'énanthotoxine et à la cicutoxine (en).

## Effets biologiques
Des études ont montré que le falcarinol agit comme un  agoniste inverse d'un récepteur cannabinoïde de type 1 covalent et bloque l'effet de l'anandamide sur les kératinocytes, conduisant à des effets pro-allergiques sur la peau humaine.
Des recherches préliminaires sur des modèles animaux suggèrent que le falcarinol peut avoir un effet protecteur contre certains types de cancer. Des rats de laboratoire nourris avec un régime contenant des carottes crues ou du falcarinol isolé se sont montrés moins susceptibles (-33 %) de développer des tumeurs généralisées induites par l'azoxyméthane que ceux d'un groupe témoin.
La consommation normale de carottes ne cause aucun effet toxique chez l'homme. Toutefois, lorsque le falcarinol est donné à fortes doses à des animaux de laboratoire, il provoque des problèmes neurotoxiques.